# Турпин, Дик
Ричард (Дик) Турпин, также Те́рпин (англ. Richard (Dick) Turpin (1705 — 7 апреля 1739, Йорк) — известный английский разбойник. Герой множества песен, рассказов, фильмов и сериалов.

## Биография
Его отец был мясником, а также держал гостиницу.
Первыми его преступлениями стало воровство скота для своей мясной лавки. Затем он вошёл в шайку братьев Грегори, которая занималась браконьерством (незаконной охотой на оленей). Их вскоре выдали властям. Некоторых членов шайки поймали, а другие, в том числе и Турпин бежали и начали грабить дома зажиточных людей, живших в сельской местности. Ворвавшись в дом, они разводили огонь и сажали на него хозяев, после чего требовали выдать деньги.
Местные власти объявили награду в 50 фунтов стерлингов за информацию о разбойниках. На эту сумму позарился 15-летний Уильям, состоящий в банде, после чего в феврале 1735 года часть разбойников была поймана, но Ричард Турпин снова скрылся.
Он стал заниматься грабежами на лесной дороге, поджидая одиноких путников. Однажды он решил ограбить путника, который оказался разбойником Мэттью Кингом. Турпин и Кинг начали действовать вместе, живя в лесу. В конце концов они попали в засаду. Завязалась перестрелка, в которой Кинг был убит, а Турпин опять скрылся. За его голову была объявлена награда в 200 фунтов стерлингов.  
Под именем Джона Палмера Турпин стал красть лошадей и торговать ими. В начале октября 1738 года он подстрелил чужого петуха и был арестован, затем его обвинили в конокрадстве, но настоящее его имя было неизвестно властям. Он отправил из тюрьмы письмо мужу своей сестры Доротис просьбой о поручительстве. Но тот, увидев конверт в руках почтальона, отказался оплачивать почтовые расходы от неизвестного отправителя. Поэтому письмо вернулось на почту, где конверт увидел некий Джеймс Смит, у которого Ричард Турпин когда-то обучался грамоте. Смит узнал почерк своего ученика. Он оплатил почтовые расходы, ему выдали письмо, которое тут же было вскрыто. Ознакомившись с содержанием, Джеймс понял, что текст написал именно Турпин. Он тут же известил об этом власти.
Турпин был приговорён к смертной казни по обвинению в конокрадстве и 7 апреля 1739 года был повешен в Йорке.

## Внешность
Газета London Gazette описала внешность Дика Турпина в номере от 21 июня 1737 года как «смуглого мужчину 30 лет, ростом около 175 сантиметров, лицо треугольной формы с широкими скулами, все в шрамах и оспинах». Прижизненных изображений не сохранилось, однако полицейскими был составлен фоторобот по имеющимся упоминаниям в прессе для экспозиции музея замка Йорк.